# Bertram Ramsay
Pour les articles homonymes, voir Ramsay.
Bertram Home Ramsay (20 janvier 1883 – 2 janvier 1945) est un amiral britannique pendant la Seconde Guerre mondiale. Il joua un rôle majeur dans la planification des opérations amphibies alliées sur le front européen, particulièrement dans le débarquement de Normandie où ses navires réussirent à mettre à terre un million d'hommes.

## Biographie
Issu d'une vieille famille de petite noblesse, il entre dans la Royal Navy à l'âge de quinze ans. Il sert sur des patrouilleurs durant la Première Guerre mondiale. Il poursuit sa carrière durant l'entre-deux-guerres et prend sa retraite en 1938.

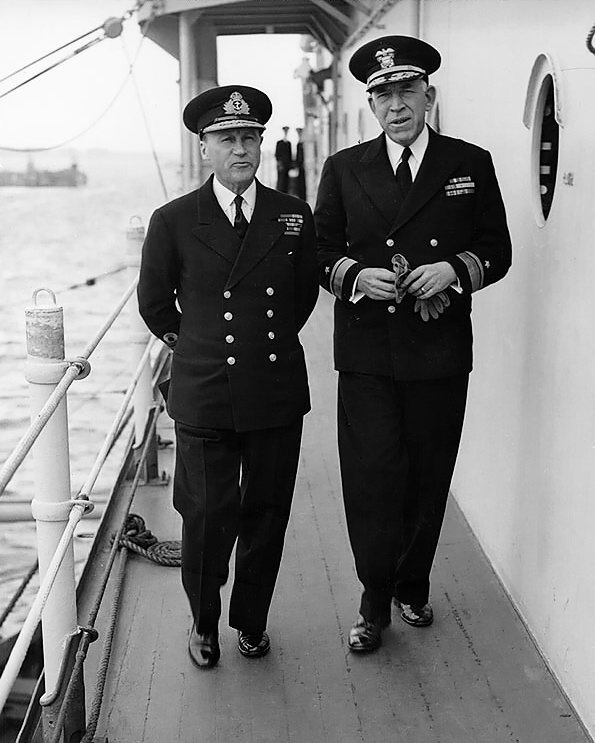
Bertram Ramsay (à gauche) et l'amiral américain John Hall (à droite) à bord de l', le 25 mai 1944.

Il est rappelé par Churchill en 1939 et, nommé vice-amiral, il devient commandant en chef du Dover Command (Commandement de Douvres), une des plus anciennes unités de la Royal Navy. Il dirige avec brio l'évacuation des troupes britanniques de la poche de Dunkerque (opération Dynamo) en mai-juin 1940. Il prend ensuite le commandement des opérations sur la Manche. Il aide à la coordination du débarquement en Afrique du Nord avant de devenir le coordinateur en chef de celui de Sicile.
Il retourne en Grande-Bretagne dans la prévision du débarquement en Europe du Nord-Ouest. Élevé au grade d'amiral, il devient commandant en chef de la Force navale expéditionnaire alliée pour le débarquement en Normandie.
En janvier 1945, il meurt, avec plusieurs autres officiers britanniques, dans le crash  au décollage d'un Lockheed Hudson de la Royal Navy de l'aéroport de Toussus-le-Noble (Yvelines), à l'ouest de Paris, avion qui l'emmenait à une conférence de Montgomery à Bruxelles. L'amiral Ramsay repose dans le cimetière de Saint-Germain-en-Laye (Yvelines), une stèle fut érigée en sa mémoire dans le jardin de la mairie de Toussus-le-Noble.

## Distinctions
- Chevalier commandeur de l'Ordre du Bain (KCB) en 1940[2]
- Chevalier commandeur de l'Ordre de l'Empire britannique (KBE)
- Membre de l'Ordre royal de Victoria (MVO) en 1918[3]
- Grand officier de la Légion d'honneur (France)
- Commandeur en chef de la Legion of Merit (USA)
- Ordre d'Ouchakov de 1re classe (URSS) en 1944

## Filmographie

### Au cinéma
- 1958 : Dunkerque : Nicholas Hannen
- 1962 : Le Jour le plus long : John Robinson
- 2017 : Churchill : George Anton
- 2017 : Les Heures sombres : David Bamber

### À la télévision
- 1979 : Churchill and the Generals : Noel Johnson
- 2004 : Ike. Opération Overlord : Kevin J. Wilson
- 2004 : Dunkirk (série-télévisée) : Richard Bremmer